# Crassispira melonesiana
Crassispira melonesiana är en snäckart som först beskrevs av Dall och Simpson 1901.  Crassispira melonesiana ingår i släktet Crassispira och familjen Turridae. Inga underarter finns listade i Catalogue of Life.